# Contemplaestrellas
Los Contemplaestrellas son una tribu ficticia de Garou (hombres lobo) en el juego de rol Hombre Lobo: El Apocalipsis. Son una tribu oriental, proviniendo del sureste asiático, la India, Indonesia, China y Japón. Son la tribu con más control sobre su rabia y los únicos que han desarrollado un arte marcial propio, el Kailindo. Este arte marcial es el único creado expresamente para garous, si bien no es sencillo de dominar, puesto que pasa por el autocontrol y la meditación. Los Contemplaestrellas son considerados un poco extraños entre las demás tribus, sin embargo, entre las menos violentas se les tiene cierto respeto. Los Contemplaestrellas pueden equipararse a los monjes shaolin o a los monjes guerreros de la tradición japonesa.
- Datos: Q5784963